# Amytis van Medië
Amytis van Medië (ca. 630-565 v. Chr.; Medisch: *ᴴumati; Oudgrieks: Αμυτις, Latijn: Amytis) was een koningin van Babylonië, de vermoedelijke vrouw van Nebukadnezar II en dochter van de Medische koning Cyaxares.

## Leven
Amytis was de dochter van Cyaxares en de zus van Astyages. Amytis had een nicht, ook Amytis genaamd.
Amytis trouwde met Nebukadnezar om het bondgenootschap tussen de Babylonische en Medische dynastieën te bekrachtigen.
Volgens de overlevering zou Amytis' verlangen naar de beboste bergen van Medië hebben geleid tot de aanleg van de hangende tuinen van Babylon, omdat Nebukadnezar haar een plezier wilde doen door de bomen en planten van haar thuisland daar te planten. Daar is echter geen bewijs voor.